# Hrabě Luxemburg (opereta)
Hrabě Luxemburg (v originále Der Graf von Luxemburg) je opereta, kterou zkomponoval Franz Lehár. Premiéra se konala 12. listopadu 1909 v Theater an der Wien. Libreto napsali Alfred Maria Willner, Robert Bodanzky a Leo Stein. Vzniklo na motivy starší operety Bohyně rozumu (Göttin der Vernunft) od Johanna Strausse mladšího, děj však byl změněn natolik, že se Straussově operetě téměř nepodobá. Vykazuje spíše jisté podobnosti v zápletce s Veselou vdovou. Místy možná až přehnaně komediálně libreto doplnil Lehár velmi libozvučných melodiemi, díky čemuž se opereta dočkala výrazného úspěchu.

## Hlavní postavy
| Postava | Hlasový rozsah       | Herec během premiéry, 12. listopad 1909 (Dirigent: Robert Stolz) |
| --- | -------------------- | ---------------------------------------------------------------- |
| René, hrabě Luxemburg | tenor                | Otto Storm                                                       |
| Angela Didierová (Angèle Didier), zpěvačka Pařížské opery                                                                | soprán               | Annie ven Ligeti                                                 |
| Kníže Basil Basilovič (Basil Basilowitsch)                                                                               | tenor                | Max Pallenberg                                                   |
| Armand Brissard, malíř                                                                                                   | tenor                | Bernhard Botelho                                                 |
| Juliette Vermontová, tanečnice a Brissardova milenka                                                                     | soprán               | Louise Kartousch                                                 |
| Hraběnka Anastázie Kokozovová (Stasa Kokozow), bývalá snoubenka knížete Basila                                           | mezzosoprán          |                                                                  |
| Sergej Menčikov (Mentschikoff), notář                                                                                    | tenor                |                                                                  |
| Pavel Pavlovič (Pawel von pawlowitsch), rada ruského vyslanectví                                                         | tenor                |                                                                  |
| Pélegrin, městský úředník                                                                                                | baryton              |                                                                  |
| Anatol Saville, Henri Boulanger, Charles Lavigne, Robert Marchand, malíři                                                | hrané a zpívané role |                                                                  |
| Sidonie, Coralie a jiné modelky, dámy a pánové ze společnosti, hosté, malíři, hotelový personál, hudebníci, služebnictvo |                      |                                                                  |

## Obsah

### I. dějství
Kníže Basil Basilovič je zamilovaný do sólistky opery, Angely. Společenské konvence mu však nedovolují aby si kníže vzal zpěvačku, a proto vymyslí plán: najde si zkrachovaného hraběte Reného Luxemburga, který je ochotný za půl miliónu si Angelu vzít a poté se s ní rozvést. Rozvedenou „hraběnku“ by si potom kníže Basilovič mohl vzít bez problémů. Podmínkou je též, že René nesmí Angelu vidět. Proto proběhne svatební obřad tak, že ženich a nevěsta jsou oddeleni paravánem.

### II. dějství
O tři měsíce později se Angela a René náhodně potkávají a zamilují se do sebe. René se dozví, že je vlastně Angeliným manželem. Basilovič se sice snaží stále Angelu získat, ale už je pozdě.

### III. dějství
Děj se odehrává v hotelu Grand v Paříži, kde se Basilovič střetává s hraběnkou Kokozovou, svojí starou láskou a nevěstou. Dějství plné komediálních prvků nakonec končí tak, že Angela a René mohou být definitivně svoji a hraběnka Kokozová získá Basiloviče.

## Skladby
- Sie geht links, er geht rechts - duet (René, Angela)
- Wir bummeln durchs Leben
- Bist du 's, lachendes Glück
- Lieber Freund, man greift nicht nach den Sternen
- Mädel klein, Mädel fein
- Polkatänzer

## Nahrávky
- 1968 Nicolai Gedda (René), Lucia Popp (Angela), Renate Holm (Julietta), Willi Brokmeier (Armand), Kurt Böhme (kníže Basil), Gisela Litz (hraběnka Kokozová), Mnichovský symfonický orchestr a sbor Bavorské státní opery, dirigent Willy Mattes EMI CD 65375